# Émetteur du mont des Cats

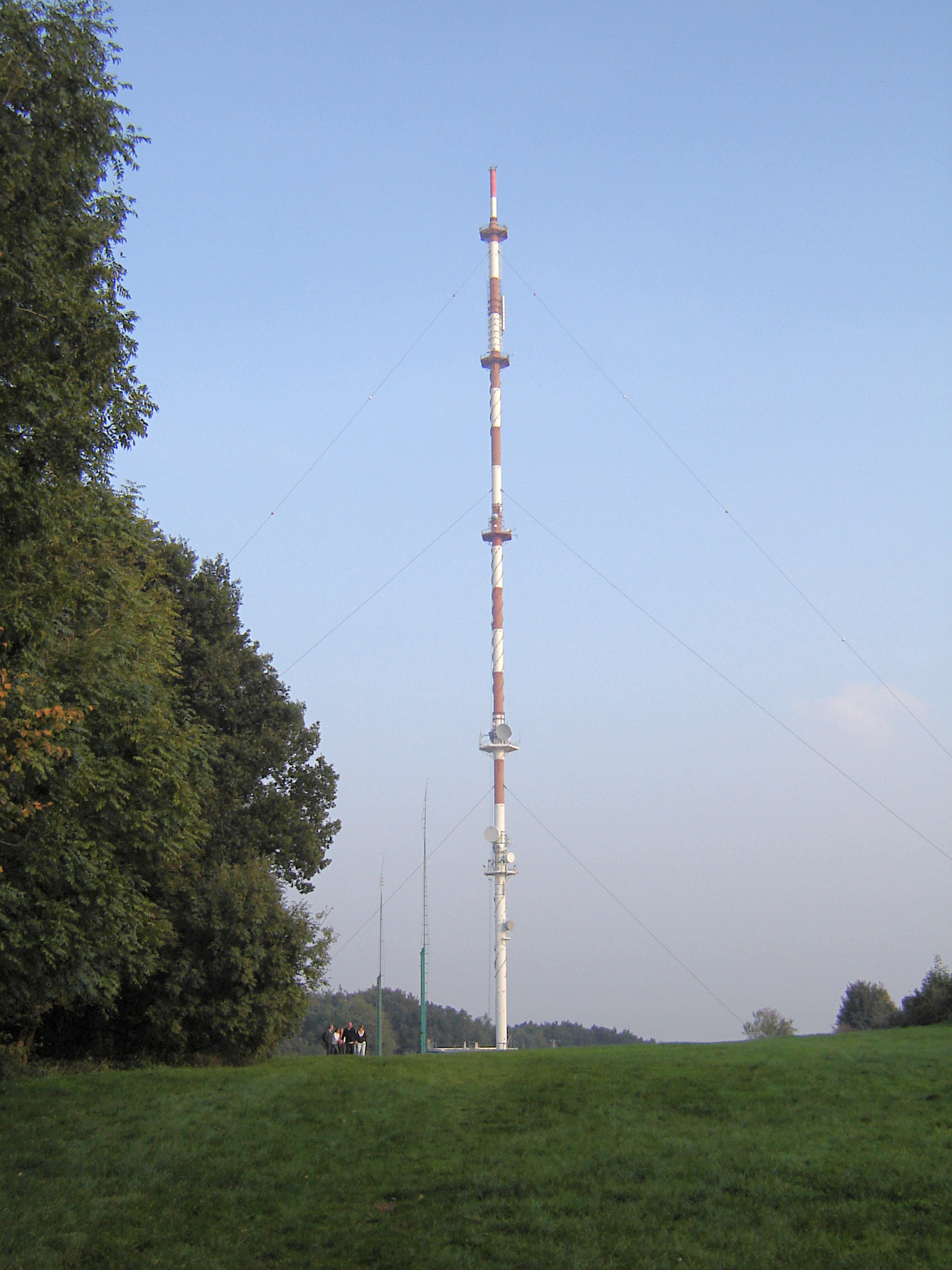
Pylône haubané du Mont des Cats.

L'émetteur du mont des Cats, situé à Berthen, dans le Nord, est une installation servant à la diffusion de la télévision numérique et d'ondes concernant la téléphonie mobile et d'autres transmissions. Elle se présente sous la forme d'un pylône haubané haut de 200 mètres (le mât atteint une altitude de 364 mètres) exploité par l'opérateur TDF (Télédiffusion de France). Le site d'émission a été mis en service en 1972, et se trouve à 40 km au sud de Dunkerque et à une quinzaine de kilomètres au nord-est d'Hazebrouck. Il fournit une partie des Hauts-de-France en programmes de télévision numérique tout comme celui de Bouvigny-Boyeffles, du Mont Lambert et des autres émetteurs de la région.

## Télévision

### Télévision analogique
L'émetteur du Mont des Cats émettait les 3 chaînes historiques en analogique avec une puissance (PAR) de 80 kW jusqu'au 1er février 2011 (arrêt initialement prévu le 7 décembre 2010).
| Chaîne                | Canal |
| --------------------- | ----- |
| TF1                   | 42H   |
| France 2              | 39H   |
| France 3 Côte d'Opale | 45H   |

Concernant France 5 / Arte et M6, les dunkerquois(es) pouvaient compter sur l'émetteur de la Tour de Reuze.

#### Source
"Liste des anciens émetteurs de télévision français" (fichier PDF).

### Télévision numérique[4]

#### Canaux, puissances, opérateurs de gestion et de diffusion des multiplexes
| TNT       | TNT                                           | TNT   | TNT             | TNT       |
| Multiplex | Opérateur du réseau                           | Canal | Puissance (PAR) | Diffuseur |
| --------- | --------------------------------------------- | ----- | --------------- | --------- |
| R1        | Société de gestion du réseau R1               | 28H   | 13 kW           | TowerCast |
| R2        | Nouvelles télévisions numériques              | 31H   | 13 kW           | TowerCast |
| R3        | Compagnie du numérique hertzien               | 27H   | 13 kW           | TowerCast |
| R4        | Société opératrice du multiplex R4            | 45H   | 13 kW           | TowerCast |
| R6        | Société d'exploitation du multiplex R6 - SMR6 | 21H   | 13 kW           | TowerCast |
| R7        | Multiplex haute définition 7                  | 25H   | 13 kW           | TowerCast |

#### Composition des multiplexes

##### Multiplex R1
| LCN | Nom de la chaîne      |
| --- | --------------------- |
| 2   | France 2              |
| 3   | France 3 Côte d'Opale |
| 4   | France 4              |
| 16  | France Info           |
| 32  | BFM Grand Littoral    |

##### Multiplex R2
| LCN | Nom de la chaîne                    |
| --- | ----------------------------------- |
| 12  | Gulli                               |
| 13  | BFM TV                              |
| 14  | CNews                               |
| 17  | CStar                               |
| 18  | T18                                 |
| 19  | Novo 19 (à partir du 1er septembre) |

##### Multiplex R4
| LCN | Nom de la chaîne |
| --- | ---------------- |
| 5   | France 5         |
| 6   | M6               |
| 7   | Arte             |
| 9   | W9               |
| 22  | 6ter             |
| 26  | Paris Première   |

##### Multiplex R6
| LCN | Nom de la chaîne |
| --- | ---------------- |
| 1   | TF1              |
| 8   | LCP              |
| 10  | TMC              |
| 11  | TFX              |
| 15  | LCI              |

##### Multiplex R7
| LCN | Nom de la chaîne |
| --- | ---------------- |
| 20  | TF1 Séries Films |
| 21  | L'Équipe         |
| 23  | RMC Story        |
| 24  | RMC Découverte   |
| 25  | Chérie 25        |

## Téléphonie mobile
| Opérateur | 2G  | 3G  | 4G  | FH  |
| --------- | --- | --- | --- | --- |
| Orange    | Oui | Oui | Oui | Oui |
| SFR       | Oui | Oui | Oui | Oui |
| Free      | Non | Oui | Oui | Oui |

### Source
Situation géographique du site sur cartoradio.fr (consulté le 22 avril 2017).

## Autres transmissions
- Bouygues Télécom : Faisceau hertzien
- Communication Infrastructure UK Limited : Faisceau hertzien
- Custom connect[7] : Faisceau hertzien
- Global Connect[8] : Faisceau hertzien
- IFW (opérateur de WiMAX) : boucle locale radio de 3 GHz.
- TDF : Faisceau hertzien
- Station étrangère : Faisceau hertzien

### Source
Situation géographique du site sur cartoradio.fr (consulté le 22 avril 2017).

## Photos du site
- Sur tvignaud (consulté le 22 avril 2017).
- Sur tvradio-nord.com (consulté le 22 avril 2017).